# Mammillaria guillauminiana
Mammillaria guillauminiana es una especie  perteneciente a la familia Cactaceae. Es endémico de Durango, Sonora y Sinaloa en México. Su hábitat natural son los áridos desiertos. Está tratada en peligro de extinción por pérdida de hábitat. 

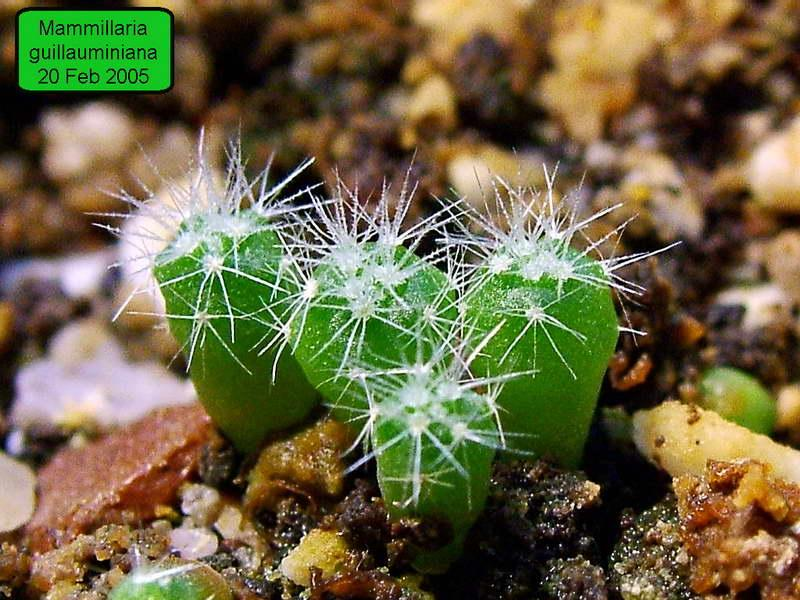
Vista de la planta

## Descripción
Es una planta perenne carnosa y globosa que crece solitaria o en grupos, formando una raíz pivotante. Los tallos son esféricos de color verde brillante alcanzando un tamaño de 5.5 centímetros de altura y diámetro. Sus areolas son de forma cónica, la axila calva. Las espinas centrales son 4 a 5 de color marrón y de 6 mm de largo espinas, de color oscuro en la parte superior. Las 30-32 espinas radiales son blancas como cerdas de 6-7 mm de largo. Las flores blancas tienen una franja central de color rosa y miden de 8 a 10 milímetros de longitud y diámetro. Los frutos rojos contienen negras semillas .

## Taxonomía
Mammillaria guillauminiana fue descrita por Curt Backeberg y publicado en Cactus (Paris) 33: 81, en el año 1952.
Etimología
Mammillaria: nombre genérico que fue descrita por vez primera por Carolus Linnaeus como Cactus mammillaris en 1753, nombre derivado del latín mammilla = tubérculo, en alusión a los tubérculos que son una de las características del género.
El epíteto de la especie guillauminiana, rinde homenaje al botánico francés André Guillaumin (1885-1974).
Sinonimia
- Mammillaria mercadensis var guillauminiana[5]